# Paraustrosimulium anthracinum
Paraustrosimulium anthracinum är en tvåvingeart som först beskrevs av Jacques-Marie-Frangile Bigot 1888.  Paraustrosimulium anthracinum ingår i släktet Paraustrosimulium och familjen knott. Inga underarter finns listade i Catalogue of Life.